# 東条喜惣治
東条 喜惣治（東條、とうじょう きそうじ、1859年（安政5年12月） - 1932年（昭和7年）4月21日）は、日本の政治家、衆議院議員（1期）。

## 経歴
下総国市原郡(現・千葉県市原市)生まれ。和学と漢学を学ぶ。養老村(のち三和町、現・市原市)書記、同村長となる。
1898年3月の第5回衆議院議員総選挙において千葉1区から進歩党公認で立候補して当選した。衆議院議員を1期務め、同年8月の第6回衆議院議員総選挙は不出馬。1932年に死去した。